# Kronholmen

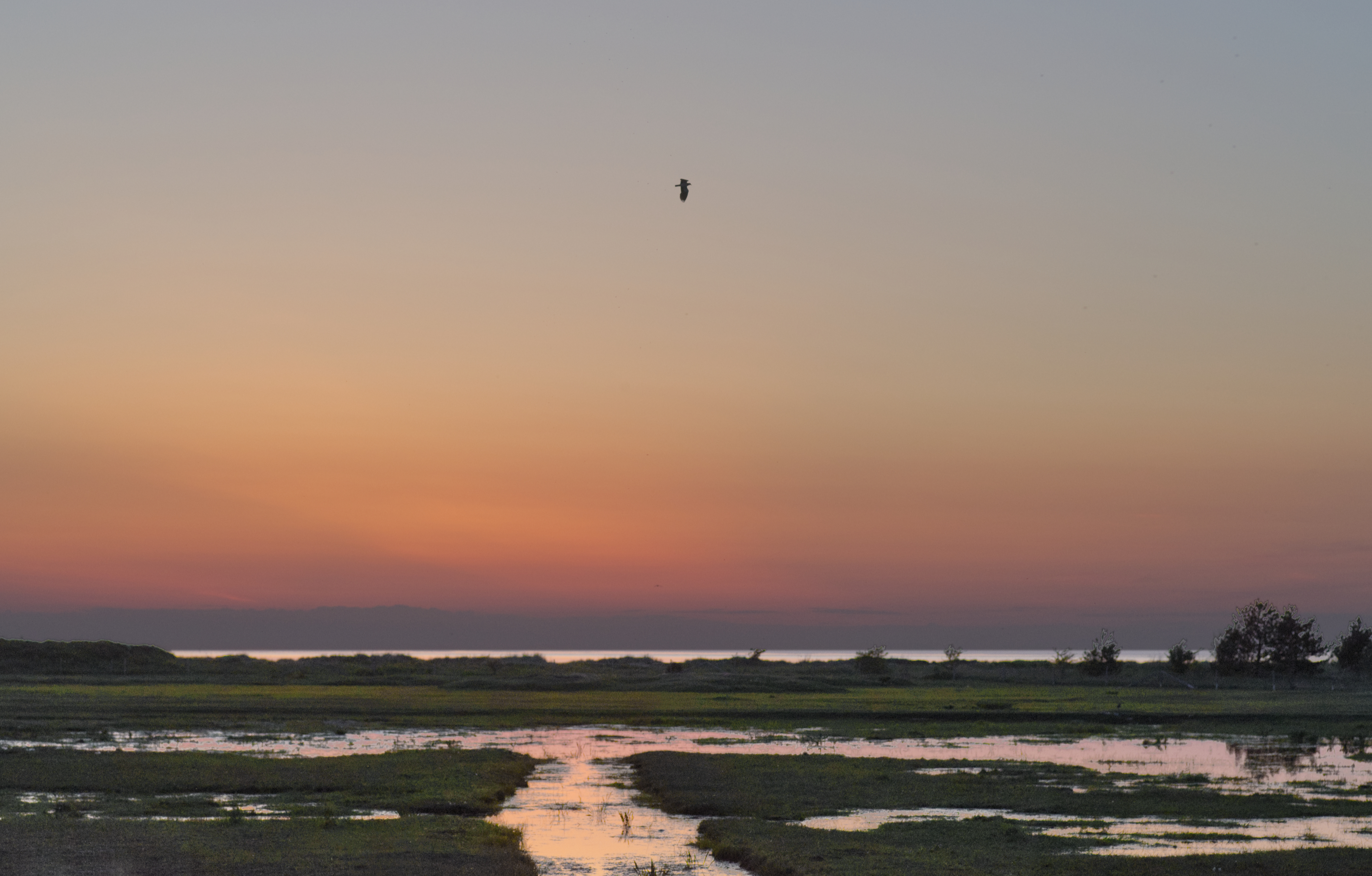
Kronholmens naturreservat ligger vid Gotlands västra strand, omedelbart intill Kronholmens golfbana. Reservatet är viktigt som reproduktionsområde för vadare och sjöfåglar. I bilden ser man Östersjöns horisont och på närmare håll grunda dräneringskanaler från en tidigare era. I himlen en topsvipa, (Vanellus vanellus).

Kronholmen är ett naturreservat i Västergarns socken i Region Gotland på Gotland.
Området är naturskyddat sedan 1991 och är 6 hektar stort. Reservatet består av ett strandängar. 